# Nasutixalus medogensis
Nasutixalus medogensis es una especie de anfibio anuro de la familia Rhacophoridae, la única conocida del género Nasutixalus.

## Distribución geográfica yhábitat
Es endémica del sudeste del Tíbet (China). Su rango altitudinal oscila alrededor de 1619 m s. n. m..